# クウェー川鉄橋
座標: 北緯14度2分27.35秒 東経99度30分13.10秒 / 北緯14.0409306度 東経99.5036389度

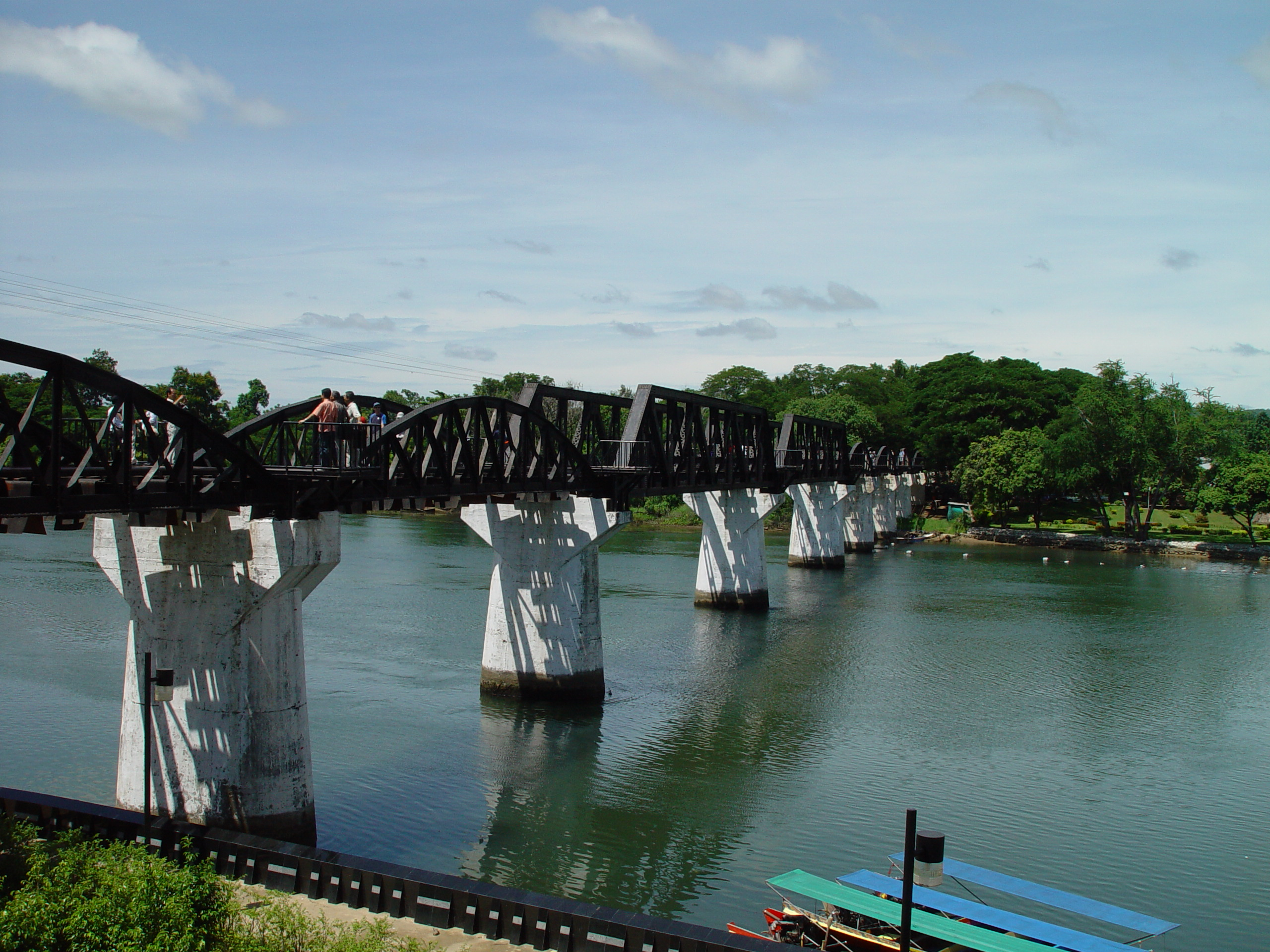
クウェー川鉄橋

クウェー川鉄橋（クウェーがわてっきょう）とは、タイ西部、カンチャナプリ市西方5キロにあるクウェー・ヤイ川（大クウェー川）に架けられた鉄道橋。クワイ川鉄橋と表記されることがある。日本軍の名称ではメクロン河永久橋（めくろんがわえいきゅうばし）。
なお、旧来の川の名称はメークローン川であったが、フランスの小説家ピエール・ブールの小説『クワイ河の橋』を原作とした映画『戦場にかける橋』によって「クワイ川」が著名となったために、クウェー・ヤイ川と改名された。クウェー・ノイ川（小クウェー川）は、この橋より下流で合流し、合流地点から下流はメークロン川と称する。

## 建設の経緯

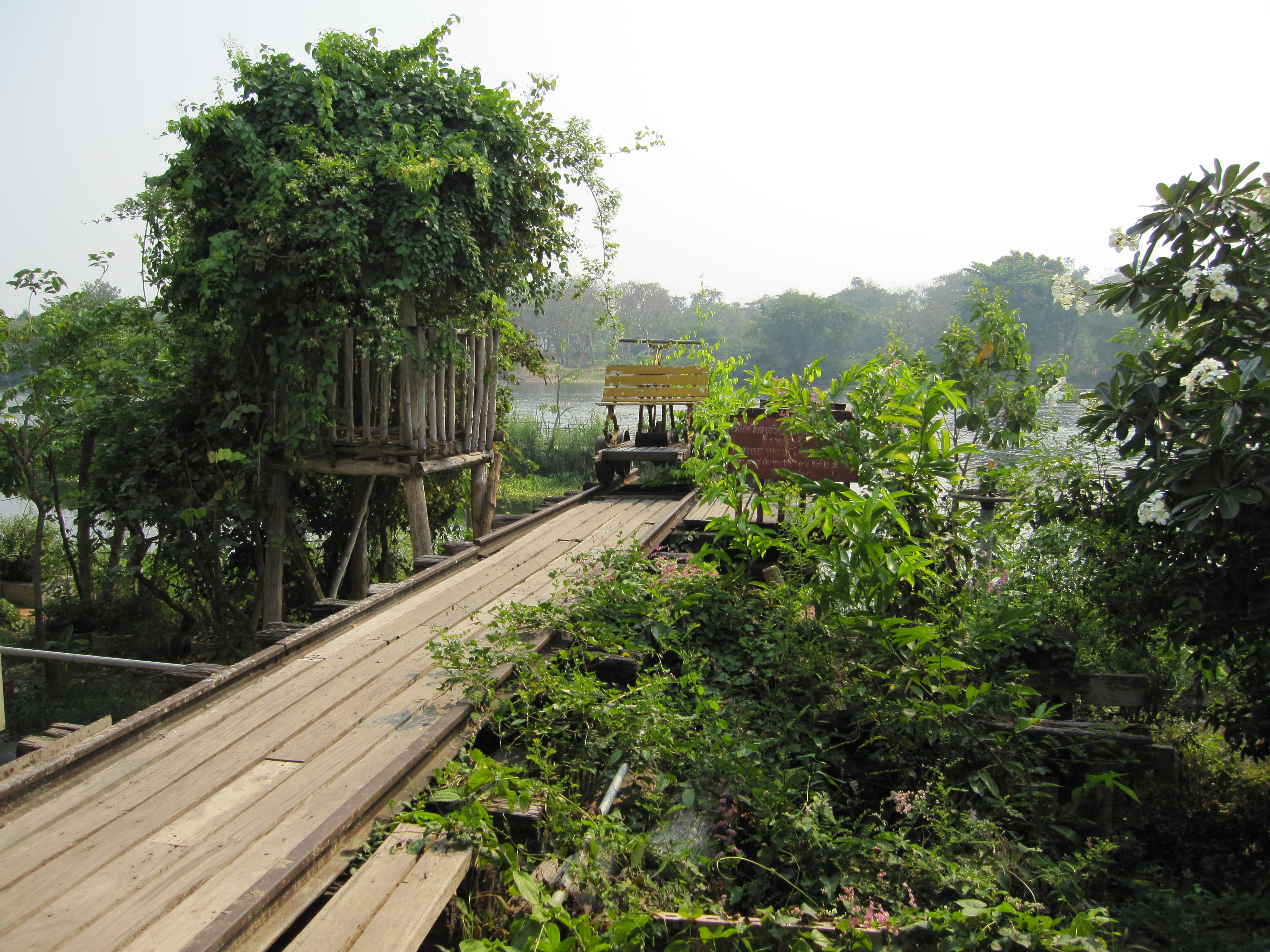
最初に作られた木橋の残骸

泰緬鉄道は太平洋戦争開戦前から建設が考えられており、1942年春の旧日本軍によるビルマ占領を契機として正式に着工された。ビルマ側、タイ側の双方から建設が進められたが、全工程で一番難工事とされていたのが、クウェー・ヤイ川に架ける永久橋の建設とその前後のルートであった。橋梁建設には大量の連合軍捕虜や労務者も投入されたが、設計など建設の主体となったのは鉄道第九連隊第三大隊第五中隊だった。主だった部分はジャワ島などから移設されることとなったが、クウェー・ヤイ川の急流のために建設は難航。そこで、永久橋完成までの間に使う資材運搬用の橋梁として、永久橋の下流に木製の橋梁が急遽架けられる事となった。木橋は1942年12月には完成し、次いで永久橋も1943年5月には完成した。泰緬鉄道の全通は同年10月のことである。泰緬鉄道は完成を急ぐため、あらゆるところで規格が落とされたが、海上ルートが半ば途絶したビルマへの唯一の補給用ルートとして重要な鉄道となった。とはいえ、強度不足が原因による転落事故も頻発していたようである。

## クウェー川鉄橋爆撃
インパール作戦を粉砕した米英軍は1944年秋、本格的なビルマ進撃を前にビルマへの唯一の補給ルート・泰緬鉄道破壊を狙う作戦に出た。その際、最重要目標となったのがクウェー川鉄橋である。1944年11月29日夕刻、鉄橋に対する最初の爆撃が行われ、早くも橋桁を破壊する戦果を収めた。1945年に入ると爆撃は熾烈となり、2月9日と2月13日にそれぞれ爆撃に成功し、鉄橋の方はしばらくの間通行不可能となってしまった。ところが、同じく爆撃を受けて被害に遭った木橋は、捕虜や労務者を動員してすぐに復旧し、鉄橋の代用を見事に果たした。1945年4月3日には再び木橋が爆撃を受け、以後4月24日と6月24日にも攻撃を受けたが、結局は鉄道輸送を完全に途絶することができなかったと言われている。

## 戦後のクウェー川鉄橋

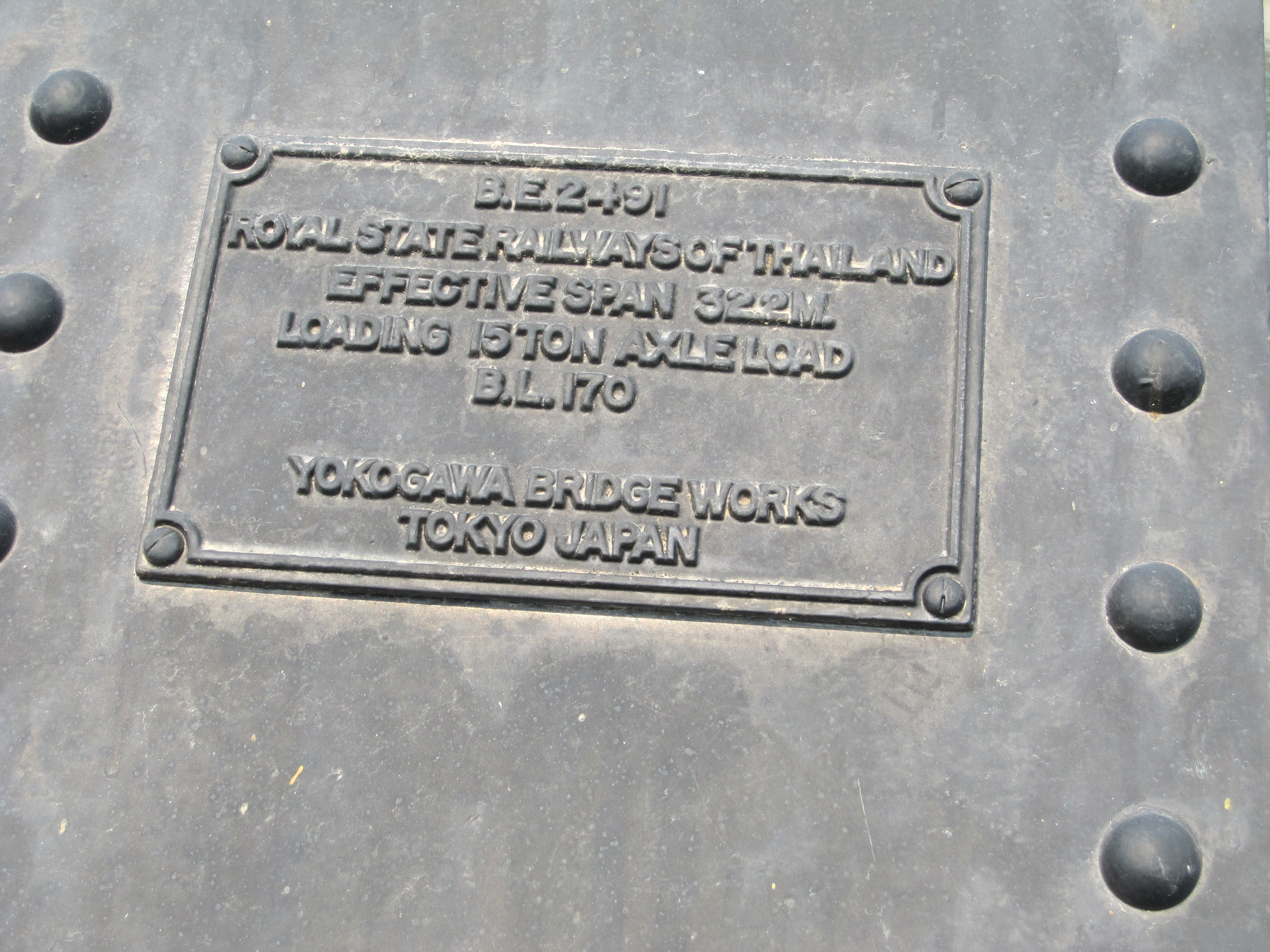
橋の途中にあるプレート。
B.E.2491（仏暦2491年＝西暦1948年）、YOKOGAWA BRIDGE WORKS（横河橋梁）と書かれている。

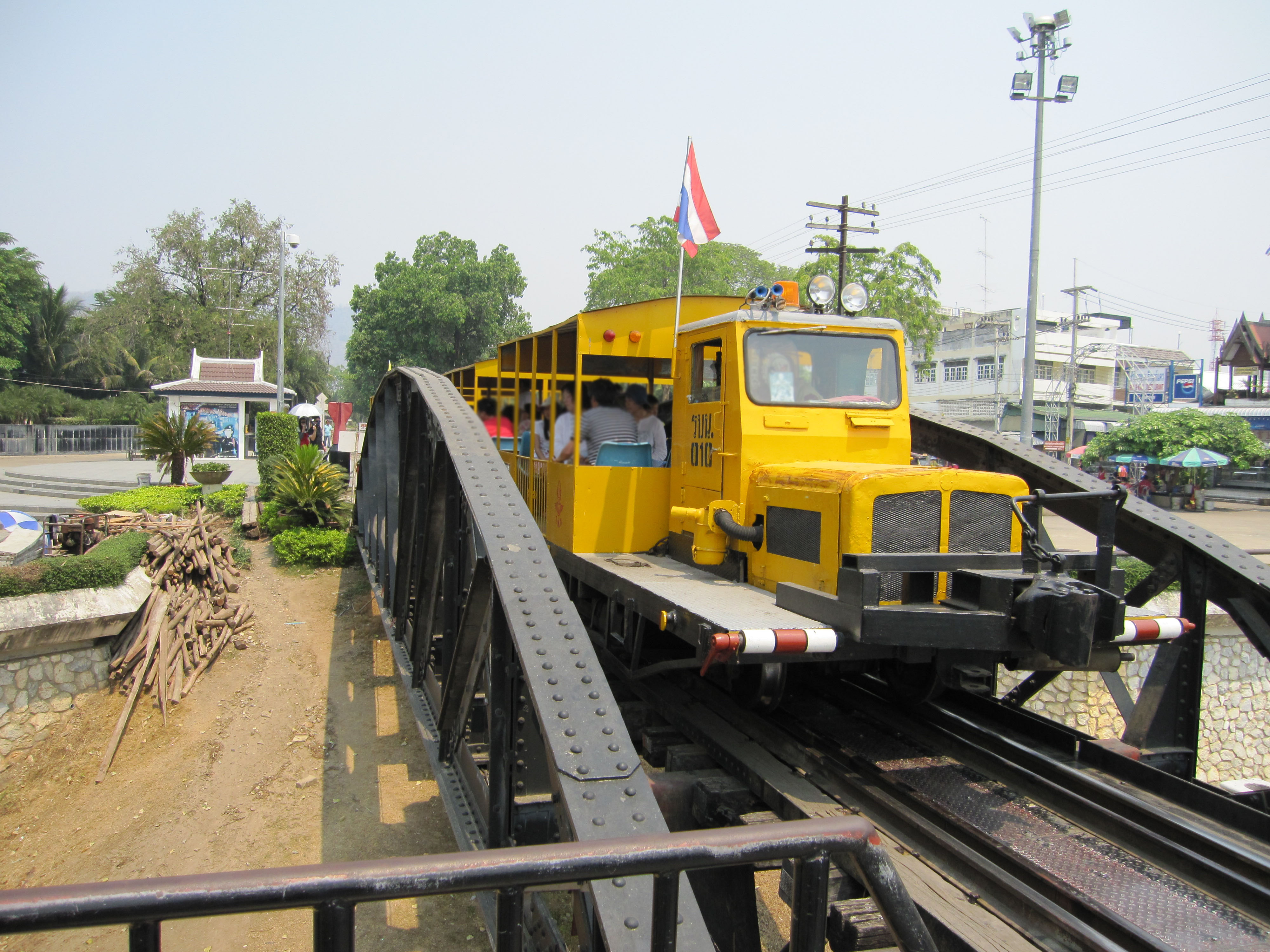
鉄橋を渡るトロッコ列車。左奥に見えるのがクウェー川鉄橋駅の駅舎。

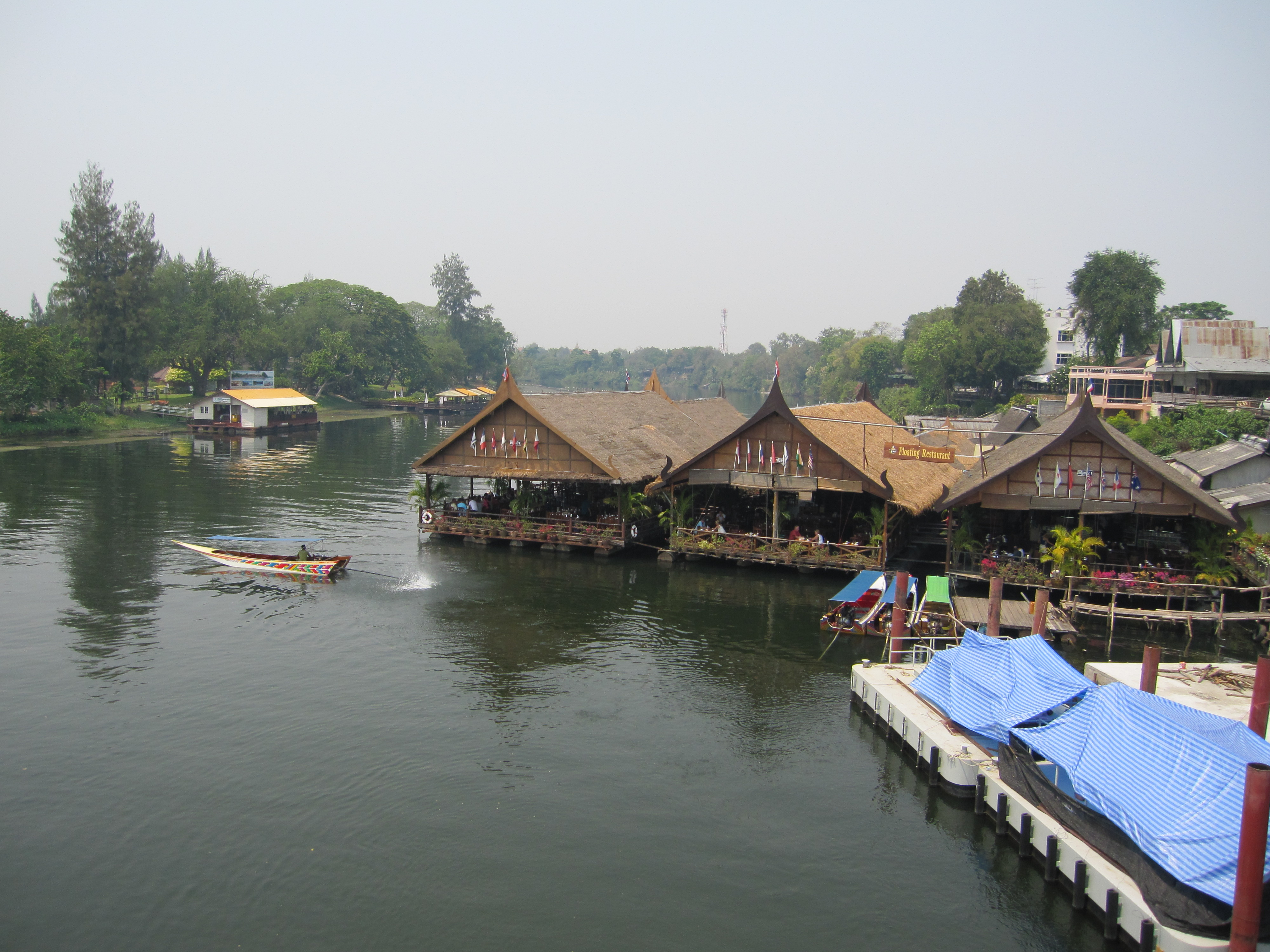
鉄橋の傍には水上レストランがある。

現在のクウェー川鉄橋は、一部に橋脚の間隔とトラスの形が異なる部分があるが、これが爆撃で破壊された箇所である。オリジナルは曲弦ワーレントラス橋梁であるが、修復箇所は平行弦トラス橋梁に変えられている。この修理は、戦後賠償の一環として横河橋梁と日本橋梁が担当している。現在の鉄橋周辺は観光地となり、鉄橋を眺めながら食事することができる水上レストラン、連合軍兵士墓地や爆弾を模したモニュメントなどがある。また、観光用のトロッコ列車が鉄橋をゆっくりとしたスピードで10分程度かけて往復しており、20バーツで乗ることができる。普段は徒歩で鉄橋を渡ることができるため、多くの観光客が対岸まで渡って散策しているが、鉄橋には手すりがなく幅も狭いため、すれ違う際には落ちないように注意が必要である。
一方、鉄道輸送力維持に辛うじて貢献した木橋の方は、1946年に大雨による増水で姿を消した。木橋の残骸は第二次世界大戦博物館(World War Ⅱ Museum)の中で見ることができる。

### 映画の中の「クワイ河橋梁」
映画『戦場にかける橋』に登場するクワイ河木橋は、撮影セットとしてスリランカの密林の中に実際に架橋されたものであるが、史実と異なりダイヤモンド形上下トラス構造で製作された。この形態はフォース鉄道橋など古典的なトラス橋で比較的見られる。そもそも映画の原作小説であるピエール・ブールの『クワイ河の橋』はフィクションであり、映画に登場する橋とクウェー川鉄橋は本来何の関係もない。

### 景観論争
2009年6月に鉄橋から30-70mの距離に宗教団体が高さ約18mの巨大な観音像を建設（2010年1月完成予定）しており、地元住民や環境団体「カンチャナブリ保全グループ」から歴史的景観を壊すとした建設反対運動を起こし、景観論争となった。カンチャナブリには年間約600万人の観光客が訪れ、地元の観光産業協会も橋の世界遺産登録を目指している。